# Імператор Ґо-Дайґо
Імператор Ґо-Да́йґо (яп. 後醍醐天皇, ごだいごてんのう, ґо-дайґо тенно; 26 листопада 1288 — 19 вересня 1339) — 96-й Імператор Японії, синтоїстське божество, 1-й Імператор Південної династії. Роки правління: 29 березня 1318 — 18 вересня 1339. Його період зветься реставрацією Кемму. Ім'я перекладається як «Пізній Дайґо», що дає змогу низки дослідникам називати його Дайґо II.

## Життєпис
Був другим сином імператора Ґо-Уда та Фуджівари-но Чуші. При народженні отримав ім'я Такахару. 1308 року після сходження на трон імператора Ханадзоно стає спадкоємцем трону. Після смерті останнього стає імператором, обравши посмертне ім'я Ґо-Дайґо (наслідувач Дайґо), чим зазначив намір відновити «золотий період» часів імператора Дайґо. Новий імператор поставив за мету відновити імператорську владу. Віддалив від керівних посад спадкову знать. У 1319–1322 роках провів низку економічних реформ, завдяки інтригам змусив уряд сьоґуната Міномото керувати фінансами за допомогою опадкування. Зрештою імператор зумів встановити повний військовий контроль над столицею Кіотою та прилеглими областями.
У 1324 році готував змову проти сьоґуна Фуджівара-но Йоріцуне, проте її було відкрито. Ґо-Дайґо зумів виправдатися, водночас незабаром інспірував повстання проти сьоґуна.
У 1326 році помер спадкоємець трону Кунійосі. Його місце, попри протест імператора, обійняв представник іншої гілки — Кадзухіто. 1331 року Ґо-Дайґо організував нову змову, проте її було відкрито. Тоді імператор зібрав священні реліквії, що давали право на Хризантемовий трон, втік до провінції Каваті під захист військовика Кусунокі Масасіге. В результаті розпочалася боротьба з принцом Кадзухіто. Імператор зазнав поразки й вимушений був поступитися троном принцу Кадзухіто, який прийняв ім'я Коґон. Ґо-Дайґо була заслано на острови Окі.
Колишній імператор не давно стояв осторонь політики. Було організовано партизанський рух проти нового імператора, який очолив син Ґо-Дайґо — Морійосі. Також його підтримав храм Енрякудзі на горі Хіей, потім приєднався Кусунокі Масагіте. Після успіхів цих сил у 1333 році Ґо-Дайґо повернувся до політики та очолив повстання. Розпочалася війна проти клану Ходзьо, який фактично контролював сьоґунат Камакура. Того ж року на бік Ґо-Дайґо перейшов командувач армії сьоґуната Асікаге Такаудзі. Останній допоміг Ґо-Дайґо захопити Кіото. Інший військовий сьогуна — Нітта Йосісада — також перейшов на бік Ґо-Дайґо й захопив столицю сьогунів з роду Міномото, поваливши владу принца Морікуні. Цим завершився період володарювання Міномото в Японії. Більшість представників роду Ходзьо здійнили сепуку.
Ґо-Дайґо знову стає імператором. Після цього кардинально змінив уряд, розпочав земельну реформу. Водночас почав зменшувати права самураїв, скорочувати їх привілеї. Земельна реформа імператора викликала плутанину. В результаті адміністративної реформи державні органи стали складатися з аристократів та військових. Втім на деякий імператор зумів встановити свій контроль над усією Японією. Але велика кількість рішень, намагання провести багато реформ водночас призвело до невдоволення серед даймьо та самураїв.
У 1333 році Морійосі був призначений «великим сьоґуном — завойовником варварів», фактичним головою усіх самураїв країни, але невдовзі, через сварку із батьком, був знятий з посади. Принц також вступив у конфлікт з Асікаґою Такаудзі і безрезультатно намагався убити його. 1334 року Імператор Ґо-Дайґо отримав донос на Морійосі, що той планує захопити трон. Принца негайно було схоплено й ув'язнено як заколотника. Його заслали до Камакури. В цей час Асікаге Такаудзі зумів зміцнити свій авторитет серед військових.
У 1335 році розпочалася війна з останніми представниками роду Ходзьо. Того ж року імператор зробив сина — принца Нарійосі новим сьогуном. Втім повстав Асікаге, який розбив вірного імператорові Нітта Йосісаду та оголосив себе сьогуном, захопивши Кіото. Останній у 1336 році оголосив імператором Комьо, зажадавши від Ґо-Дайґо передати Комьо імператорські реліквії (давали право на трон).
Ґо-Дайґо віддав фальшиві реліквії та відступив у гори Йосіно, де заснував так званий Південний двір. Втім після смерті своїх провідних військовиків у 1338 році вирішив відійти від справ. 18 вересня 1339 року зрікся влади на користь сина Ґо-Муракамі. Наступного дня Ґо-Дайґо помер.

## Творчість
Був талановитим поетом, складав переважно вірші-вака у стилі школи Нідзьо, що увійшли до антологій «Сінґосен вака-сю», «Сінґосюй вака-сю», «Сокуґосюй вака-сю», «Сінйо вака-сю», «Сінсендзай вака-сю», «Ґо-Дайґо-тенно Сінкантентьо Індзін», «Рікасю». Завдяки його зусиллям було відроджено авторитет школи Нідзьо й відновлено у привілейованому статусі поруч зі школою Кьоґоку.
У 1334—1337 роках склав працю «Щорічні заходи Кемму», присвячену придворним ритуалам. Це посібник з палацового церемоніалу, описує, коли і як його виконувати. Неї користувалися до початку XVI ст. Такоє є автором коментаря та дослідження «Повісті про Ґендзі».
Сігемі Комацу вважає Ґо-Дайґо другим найвідомішим японським каліграфом після імператора Фусімі. На формування його стилю значний вплив мав стиль «цзянсійської школи» Хуана Тінцзяня, з яким імператор познайомився завдяки буддійському ченцеві Сюхо Мйотьо. Зрештою виробив власний стиль каліграфії «сінкан» (назва походить від терміну сінкан — документу, написаному імператором власноруч).  У 1951—1955 роках каліграфічні праці «Імператорські листи імператора Ґо-Дайго: вощений папір», «Імператорські листи імператора Ґо-Дайго: 24 серпня 1230», «Імператорські листи імператора Ґо-Дайго» та «Сантьо Сінкан» визнечено як національні надбання. 
Був шанувальником й майстром гри у тота, у якій гравці вгадували походження чаю на основі його аромату та смаку. Ця гра вважається одним з попередником японської чайної церемонії. Він також розробив тип чайного посуду, посуд (такі) для чаю кінрідзі, що є попередником посуду для усута (для чая усу).
Захоплював суісекі (милуванням красивим камінням), він володів камінням «Міст мрії, що плаває» — у формі моста, і на перший погляд здається, що дно тісно стикається із землею, але насправді лише невелика частина обох кінців стикається із землею. Згідно з легендою, це духовний камінь, привезений з гори Цзяншань (Пурпурової гори) у провінції Цзянсу. Тепер цей камінь знаходиться у Музеї мистецтв Токуґави.

## Генеалогічне дерево
|  |  | (96) Ґо-Дайґо | (96) Ґо-Дайґо | (96) Ґо-Дайґо | (96) Ґо-Дайґо | (96) Ґо-Дайґо | (96) Ґо-Дайґо |  |  | Такайосі         | Такайосі | Такайосі | Такайосі | Такайосі | Такайосі |  |  |                 |                 |                 |                 |                 |                 |  |  |
|  |  | (96) Ґо-Дайґо | (96) Ґо-Дайґо | (96) Ґо-Дайґо | (96) Ґо-Дайґо | (96) Ґо-Дайґо | (96) Ґо-Дайґо |  |  | Такайосі         | Такайосі | Такайосі | Такайосі | Такайосі | Такайосі |  |  |                 |                 |                 |                 |                 |                 |  |  |
|  |  |               |               |               |               |               |               |  |  |                  |          |          |          |          |          |  |  |                 |                 |                 |                 |                 |                 |  |  |
|  |  |               |               |               |               |               |               |  |  | Йосійосі         |          |          |          |          |          |  |  |                 |                 |                 |                 |                 |                 |  |  |
|  |  |               |               |               |               |               |               |  |  |                  |          |          |          |          |          |  |  |                 |                 |                 |                 |                 |                 |  |  |
|  |  |               |               |               |               |               |               |  |  |                  |          |          |          |          |          |  |  |                 |                 |                 |                 |                 |                 |  |  |
|  |  |               |               |               |               |               |               |  |  | Морійосі         | Морійосі | Морійосі | Морійосі | Морійосі | Морійосі |  |  | Окійосі         | Окійосі         | Окійосі         | Окійосі         | Окійосі         | Окійосі         |  |  |
|  |  |               |               |               |               |               |               |  |  | Морійосі         | Морійосі | Морійосі | Морійосі | Морійосі | Морійосі |  |  | Окійосі         | Окійосі         | Окійосі         | Окійосі         | Окійосі         | Окійосі         |  |  |
|  |  |               |               |               |               |               |               |  |  |                  |          |          |          |          |          |  |  |                 |                 |                 |                 |                 |                 |  |  |
|  |  |               |               |               |               |               |               |  |  | Цунейосі         | Цунейосі | Цунейосі | Цунейосі | Цунейосі | Цунейосі |  |  | (98) Тьокей     | (98) Тьокей     | (98) Тьокей     | (98) Тьокей     | (98) Тьокей     | (98) Тьокей     |  |  |
|  |  |               |               |               |               |               |               |  |  | Цунейосі         | Цунейосі | Цунейосі | Цунейосі | Цунейосі | Цунейосі |  |  | (98) Тьокей     | (98) Тьокей     | (98) Тьокей     | (98) Тьокей     | (98) Тьокей     | (98) Тьокей     |  |  |
|  |  |               |               |               |               |               |               |  |  |                  |          |          |          |          |          |  |  |                 |                 |                 |                 |                 |                 |  |  |
|  |  |               |               |               |               |               |               |  |  | Нарійосі         | Нарійосі | Нарійосі | Нарійосі | Нарійосі | Нарійосі |  |  | (99) Ґо-Камеяма | (99) Ґо-Камеяма | (99) Ґо-Камеяма | (99) Ґо-Камеяма | (99) Ґо-Камеяма | (99) Ґо-Камеяма |  |  |
|  |  |               |               |               |               |               |               |  |  | Нарійосі         | Нарійосі | Нарійосі | Нарійосі | Нарійосі | Нарійосі |  |  | (99) Ґо-Камеяма | (99) Ґо-Камеяма | (99) Ґо-Камеяма | (99) Ґо-Камеяма | (99) Ґо-Камеяма | (99) Ґо-Камеяма |  |  |
|  |  |               |               |               |               |               |               |  |  |                  |          |          |          |          |          |  |  |                 |                 |                 |                 |                 |                 |  |  |
|  |  |               |               |               |               |               |               |  |  | (97) Ґо-Муракамі |          |          |          |          |          |  |  |                 |                 |                 |                 |                 |                 |  |  |
|  |  |               |               |               |               |               |               |  |  |                  |          |          |          |          |          |  |  |                 |                 |                 |                 |                 |                 |  |  |
|  |  |               |               |               |               |               |               |  |  |                  |          |          |          |          |          |  |  |                 |                 |                 |                 |                 |                 |  |  |
|  |  |               |               |               |               |               |               |  |  | Мунейосі         |          |          |          |          |          |  |  |                 |                 |                 |                 |                 |                 |  |  |
|  |  |               |               |               |               |               |               |  |  |                  |          |          |          |          |          |  |  |                 |                 |                 |                 |                 |                 |  |  |
|  |  |               |               |               |               |               |               |  |  |                  |          |          |          |          |          |  |  |                 |                 |                 |                 |                 |                 |  |  |
|  |  |               |               |               |               |               |               |  |  | Канейосі         |          |          |          |          |          |  |  |                 |                 |                 |                 |                 |                 |  |  |
|  |  |               |               |               |               |               |               |  |  |                  |          |          |          |          |          |  |  |                 |                 |                 |                 |                 |                 |  |  |